# Carroll O'Connor

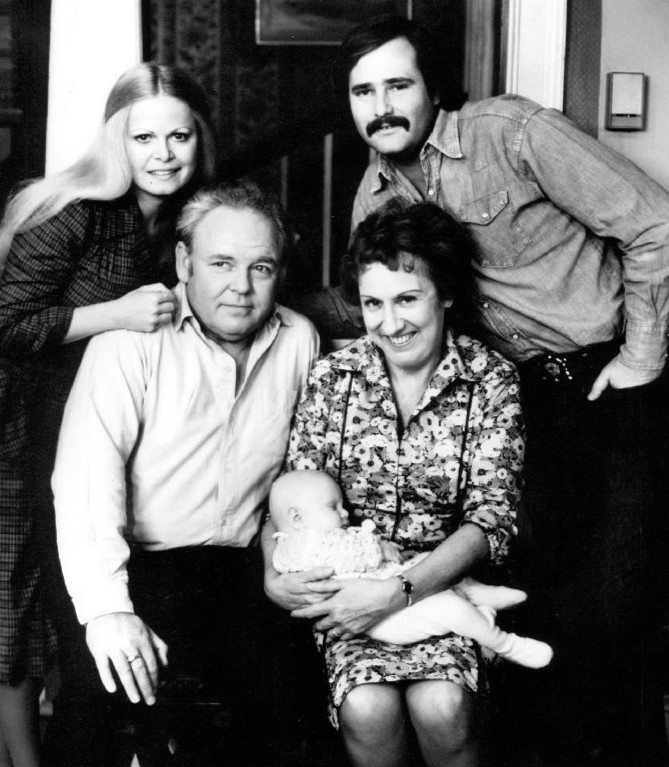
Elenco de All in the Family (1976). De izquierda a derecha: la hija, Gloria (Sally Struthers), el yerno, Michael (Rob Reiner), el padre Archie (Carroll O'Connor), la madre, Edith (Jean Stapleton), y el bebé que personificaba a Joey, nieto de Archie y Edith.

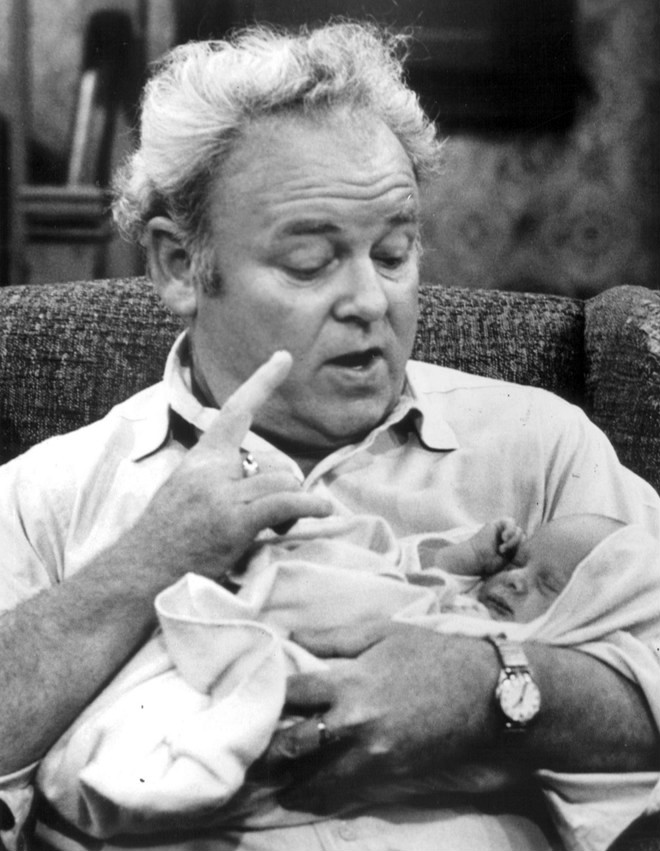
O'Connor interpreta a Archie Bunker con su nieto Joey (1975).

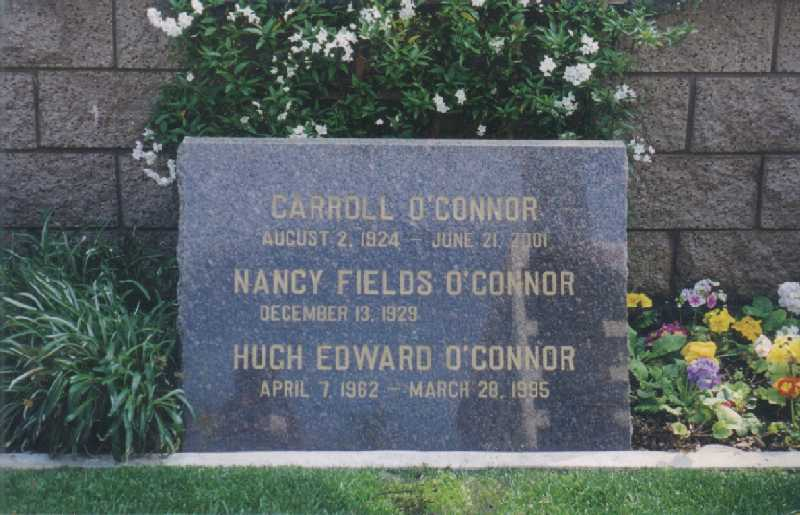
Lápida del actor Carroll O'Connor.

John Carroll O'Connor (Manhattan, Nueva York, 2 de agosto de 1924-Culver City, California, 21 de junio de 2001) fue un actor estadounidense de cine y televisión.

## Trayectoria
Nació en Manhattan Nueva York,  hijo de Edward Joseph O'Connor, abogado, y de su esposa, Elise Patricia O'Connor (de soltera O'Connor), profesora. Sus dos hermanos fueron médicos: Hugh, que murió en un accidente de moto en 1961, y Robert, psiquiatra en Nueva York. O'Connor pasó gran parte de su juventud en Elmhurst y Forest Hills, Queens, donde más tarde viviría su personaje Archie Bunker. Después del High School en 1942, se unió a la Marina Mercante y trabajó en barcos en el Atlántico. En 1946, ingresó a la Universidad de Montana para estudiar inglés. Estando ahí, se interesó en el teatro. Durante una de sus producciones amateur, conoció a Nancy Fields (nacida en 1929), que más tarde se convertiría en su esposa. Más tarde abandonó la universidad para ayudar a su hermano menor Hugh a ingresar en la facultad de medicina de Irlanda, donde Carroll completó sus estudios universitarios en el University College de Dublín. Allí estudió historia irlandesa y literatura inglesa, se licenció en 1952 y comenzó su carrera como actor.
Tras actuar en producciones teatrales en Dublín y Nueva York durante la década de 1950, O'Connor saltó a la fama al ser elegido por el director Burgess Meredith (con la ayuda de John Astin) para un papel destacado en Ulisses in Nightown, la adaptación de Broadway de la novela Ulises, de James Joyce. Siguió en otra producción de Broadway donde fue dirigido por Burgess Meredith (quien años después sería El Pingüino en la serie de televisión Batman y en las películas Rocky I y Rocky II como mánager de Rocky Balboa), en God and Kate Murphy, en donde empezó como asistente del mánager. Al mismo tiempo tenía actuación en la TV. Trabajo en innumerables series de la época en la década de 1960. O'Connor y Meredith siguieron siendo amigos para toda la vida.
O'Connor debutó en televisión como actor de carácter en dos episodios de Sunday Showcase en 1960. En 1964 apareció en la serie El fugitivo como el sheriff Bray, en el capítulo Flight from the Final casi capturando al fugitivo David Janssen sin lograrlo. Estos dos papeles le llevaron a otras series de televisión como The Americans, The Eleventh Hour, Bonanza, The Wild Wild West, The Man from U.N.C.L.E. y The Twilight Zone, entre muchas otras. O'Connor actuó como invitado en el papel de Josef Varsh en la primera temporada de Misión Imposible, primera temporada, episodio 18 «The Trial». O'Connor protagonizó gran cantidad de series para televisión. Entre 1971 y 1979 interpretó el papel de Archie Bunker en la serie de televisión All in the Family, su serie de mayor éxito.
También protagonizó la serie secuela Archie Bunker's Place, en el papel de Archie Bunker. Fue además el protagonista de la serie policial In the heat of the night (1988-1995), como el sheriff Bill Gillespie. Al final de su carrera, apareció en varios episodios de Loco por ti como el padre del personaje de Helen Hunt.
O'Connor apareció en varias películas de estudio en los años sesenta y principios de los setenta, como Lonely Are the Brave (1962), Cleopatra (1963), In Harm's Way (1965), What Did You Do in the War, Daddy? (1966), Hawaii (1966), Not with My Wife, You Don't! (1966), Warning Shot (1967), Point Blank (1967), The Devil's Brigade (1968), For Love of Ivy (1968), Death of a Gunfighter (1969), Marlowe (1969), en 1970 interpretó el papel del General Colt, en el clásico Kelly's Heroes con Clint Eastwood  y Doctors' Wives (1971). En muchos de sus papeles encarnó a un militar o a un policía, en varios de ellos a un agente especialmente rudo. Su última película fue Return to Me en 2000 con David Duchovny.

### Fallecimiento
O'Connor falleció a la edad de 76 años el 21 de junio de 2001 en Culver City, California, a causa de un infarto provocado por complicaciones derivadas de la diabetes. A su funeral, celebrado en la iglesia católica de San Pablo Apóstol de Westwood, asistieron los miembros del reparto de All in the Family Rob Reiner, Sally Struthers y Danielle Brisebois, así como el productor Norman Lear. Jean Stapleton, amiga íntima de O'Connor desde principios de la década de 1960, no pudo asistir a la misa debido a un compromiso para una representación teatral.
El mejor amigo de O'Connor, Larry Hagman, y su familia asistieron al funeral, junto con el reparto superviviente de En el calor de la noche, incluidos Alan Autry y Denise Nicholas. El actor Martin Sheen, entonces protagonista de The West Wing, pronunció el panegírico. El cuerpo de O'Connor fue enterrado en el cementerio Westwood Village Memorial Park con el cenotafio de su hijo Hugh colocado sobre su lápida.

## Premios y reconocimientos
Globo de Oro al mejor actor de televisión en una serie musical/de comedia, 1972, por All in the Family; Premios Emmy al mejor actor principal en una serie de comedia, 1971, 1976, 1977 y 1978, todos por All in the Family; Premio George Foster Peabody Broadcasting, 1980, por "La muerte de Edith", Archie Bunker's Place; Premio Emmy al mejor actor principal en una serie dramática, 1989, por En el calor de la noche; Premio NAACP Image y nominación al Globo de Oro al mejor actor en una serie dramática, ambos en 1990, por En el calor de la noche; elegido miembro del Salón de la Fama de la Televisión, 1990, por su contribución a la industria de la televisión; Premio NAACP Image, 1991.

## Filmografía
- 1961: A fever in the blood.
- 1961: Parrish.
- 1962: Lonely are the brave.
- 1962: Lad: a dog.
- 1963: Cleopatra.
- 1965: In Harm's Way.
- 1966: What did you do in the war, daddy?
- 1966: Hawaii.
- 1966: Not with my wife, you don't!
- 1967: Point Blank.
- 1968: The devil's brigade.
- 1968: Un hombre para Ivy (For love of Ivy).
- 1969: Marlowe.
- 1970: Kelly's Heroes.
- 1971: Doctors' wives.
- 1971-1979: All in the family (serie de televisión).
- 1979-1983: Archie Bunker's place (serie de televisión).
- 1985: Brass (película de televisión).
- 1986: Convicted (película de televisión).
- 1988-1995: In the heat of the night (serie de televisión).
- 1999: 36 hours to die (película de televisión).
- 1999: Gideon.
- 2000: Return to Me.